# Springertournee der Freundschaft
Die Springertournee der Freundschaft war ein zwischen 1965 und 1984 ausgerichteter Skisprungwettbewerb, der abwechselnd auf Schanzen in der DDR, der Tschechoslowakei und Polen stattfand.

## Geschichte
Die Grundidee wurde 1964 vom damaligen Auswahltrainer der tschechoslowakischen Skispringer Zdeněk Remsa und dem Prager Skisportjournalisten Karel Moravec geboren. In Anlehnung an die sehr erfolgreiche Internationale Friedensfahrt der Radfahrer, regten sie damals eine Springertournee an, die wie bei der Friedensfahrt im Wechsel auf verschiedenen Schanzen in Polen, der ČSSR und der DDR stattfinden sollte. Inspiriert wurden sie dabei zudem von anderen schon bestehenden Springertourneen, darunter der sehr erfolgreichen Vierschanzentournee in der Bundesrepublik Deutschland und Österreich. Darüber hinaus hatte diese Idee auch politische Begleitumstände. Für die Mannschaften aus den damaligen sozialistischen Staaten waren die Teilnahmen an anderen Tourneen, die vornehmlich im westlichen Ausland stattfanden, mit erheblichem finanziellen Aufwand in Form von Devisen verbunden. Hinzu kam, dass speziell die DDR-Skispringer infolge der Düsseldorfer Beschlüsse seit 1962 nicht an allen Springen der Vierschanzentournee und anderen Sprungwettbewerben teilnehmen konnten und ihnen so wichtige internationale Vergleichswettkämpfe fehlten. Dies war auch 1965 bei der ersten Springertournee der Freundschaft so. Letztlich erhofften sich die osteuropäischen Skisportverbände auch eine weitere Popularitätssteigerung des Skispringens in ihren Ländern sowie eine zunehmende Leistungsverbesserung ihrer Springer. Als Schirmherren der Veranstaltung konnten die Sportzeitschriften Przegląd Sportowy (Polen), Československy Sport (ČSSR) und das Deutsche Sportecho aus der DDR sowie die jeweiligen Skisportverbände der Gastgeberländer gewonnen werden.
Die Tournee war zunächst nicht zwingend nur für Sportler aus sozialistischen Ländern gedacht, sodass in der Anfangszeit auch Springer aus Norwegen und Österreich teilnahmen. Nach Einführung einer gesonderten Juniorenwertung gab es im späteren Verlauf auch Teilnahmen von Springern aus der Schweiz. Durch einen dichter werdenden Terminkalender konkurrierte die Tournee stets mit schon eingeführten Traditionstourneen und Einzelwettbewerben sowie nationalen Meisterschaften, sodass die Zahl der teilnehmenden Athleten und Nationen teilweise stark schwankte. Letztlich hatte sich die Tournee um Mitte/Ende Januar eines jeden Jahres etabliert, wenngleich die ausrichtenden Verbände das Datum flexibel gestalteten. Durch Wetterunbilden, aber auch politische Ereignisse wie die Verhängung des Kriegsrechtes in Polen 1981, wurde die Tournee mehrfach nicht ausgetragen. Nach Einführung des Skisprung-Weltcups zur Saison 1979/80 rutschte die Tournee im Terminkalender auf den Monat Dezember einer jeden Skisprungsaison. Letztlich bedeutete die Einführung des Weltcups wie für viele andere traditionsreiche Tourneen für die Springertournee der Freundschaft den Abstieg in die Bedeutungslosigkeit. Zum einen waren in den Mannschaften meist nicht mehr die Topathleten am Start, zum anderen musste die Tournee in den letzten fünf Jahren ihres Bestehens allein dreimal aus unterschiedlichen Gründen ausfallen, zumeist wegen Schneemangels, da die mitteleuropäischen Gebirge im Dezember keinesfalls schneesicher waren. Da die ausrichtenden Sportverbände jeweils mit anderen traditionsreichen Skisprungveranstaltungen um eine Aufnahme in den Weltcupkalender bemüht waren (Pokalsprunglauf der Freien Presse in der DDR, Czech-Marusarzówna-Memorial in Polen sowie die Tschechoslowaken mit ihren Anlagen in Štrbské Pleso, Harrachov und Liberec), wurde die Durchführung der Springertournee zugunsten wohl auch finanziell lukrativerer Weltcupveranstaltungen nicht mehr mit voller Kraft vorangetrieben. Die Sprungwettbewerbe im Dezember 1983 in Harrachov können wohl als letzte Ausgabe angenommen werden. Verschiedene Quellen geben auch noch einen Wettbewerb für 1987 an.

## Modus
In Analogie zur Internationalen Friedensfahrt wurde bereits ab der ersten Tourneeausgabe neben der Gesamteinzelwertung auch eine Mannschaftswertung eingeführt, die laut offiziellen Darstellungen auch die wichtigere Wertung darstellen sollte. Zu einer Mannschaft zählten 4 Springer, von denen die Ergebnisse der drei bestplatzierten Springer nach Abschluss des jeweiligen Sprungwettbewerbes in die Wertung eingingen. Jede Tournee bestand aus mehreren Sprungwettbewerben auf verschiedenen Schanzen an meist verschiedenen Standorten. Gerade zum Ende des Bestehens der Tournee wurde aber auch vermehrt auf nur einer Schanze gesprungen. Die Ergebnisse der einzelnen Sprungwettbewerbe wurden addiert und daraus der Gesamtsieger in der Einzel- und Mannschaftswertung ermittelt. Die Tourneeausrichter rühmten sich daher seit ihrem Bestehen mit dem Alleinstellungsmerkmal der Mannschaftswertung bei einer internationalen Tournee.
Ab 1974 wurde eine gesonderte Einzel- und Mannschaftswertung für Junioren (18 Jahre und jünger) eingeführt, die mit der Verpflichtung der Ausrichterländer einherging, zukünftig mindestens eine Nachwuchsmannschaft zusätzlich an den Start zu bringen. Hinzu kam eine Änderung in der Mannschaftswertung, nach der die besten drei Springer pro Durchgang und Mannschaft in die Mannschaftswertung eingingen. Damit war es vor allem leistungsstarken Springern möglich, nach einem schwachen Sprung im ersten Durchgang, der Mannschaft durch einen guten zweiten Sprung Punkte zu sichern, obwohl der Athlet in der Tageseinzelwertung nicht gut platziert war. Dieser Modus wurde später von der FIS übernommen und kommt bis heute bei Mannschaftswertungen bei Weltmeisterschaften (seit 1982) oder Olympischen Spielen (seit 1988) zum Einsatz.

## Übersicht
| Datum                 | Jahr   | Schanze                              | Sieger                                                                            | Zweiter                                                                           | Dritter                                                                           | Team                                                                              | Teilnehmer |
| --------------------- | ------ | ------------------------------------ | --------------------------------------------------------------------------------- | --------------------------------------------------------------------------------- | --------------------------------------------------------------------------------- | --------------------------------------------------------------------------------- | --- |
| 28. Januar            | 1965   | Spindleruv Mlyn, Svatý Petr          | Josef Matouš                                                                      | Veit Kührt                                                                        | Dieter Scharf                                                                     |                                                                                   | 40 aus |
| 29. Januar            | 1965   | Vysoké nad Jizerou, Šachty           | Josef Matouš                                                                      | Alfred Lesser                                                                     | Dieter Scharf                                                                     |                                                                                   | 40 aus |
| 31. Januar            | 1965   | Banska Bystrica, Srnková             | Michail Weretennikow                                                              | Josef Matouš                                                                      | Zbyněk Hubač                                                                      |                                                                                   | 40 aus |
|                       |        | Gesamtwertung                        | Josef Matouš                                                                      | Michail Weretennikow                                                              | Zbyněk Hubač                                                                      | Tschechoslowakei I                                                                | 40 aus |
| 10. Januar            | 1966   | Rennsteigschanze Oberhof             | Pjotr Kowalenko                                                                   | Waleri Jemeljanow                                                                 | Dieter Neuendorf                                                                  |                                                                                   | 54 aus |
| 11. Januar            | 1966   | Inselbergschanze Brotterode          | Pjotr Kowalenko                                                                   | Dieter Neuendorf                                                                  | Koba Zakadse                                                                      |                                                                                   | 54 aus |
| 13. Januar            | 1966   | Walter-Ulbricht-Schanze Schmiedefeld | Michail Weretennikow                                                              | Peter Lesser                                                                      | Jiří Raška                                                                        |                                                                                   | 54 aus |
|                       |        | Gesamtwertung                        | Pjotr Kowalenko                                                                   | Dieter Neuendorf                                                                  | Peter Lesser                                                                      | Deutsche Demokratische Republik I                                                 | 54 aus |
| 20. Januar            | 1967   | Malinka Wisła                        | Peter Eržen                                                                       | Dieter Müller Jiří Raška                                                          |                                                                                   |                                                                                   | Polen Norwegen Jugoslawien Sozialistische Föderative Republik Deutschland Demokratische Republik 1949 Tschechoslowakei Osterreich |
| 22. Januar            | 1967   | Szczyrk                              | Peter Lesser                                                                      | Bernd Karwofsky                                                                   | Manfred Queck                                                                     |                                                                                   | Polen Norwegen Jugoslawien Sozialistische Föderative Republik Deutschland Demokratische Republik 1949 Tschechoslowakei Osterreich |
| 24. Januar            | 1967   | Wielka Krokiew Zakopane              | Jiří Raška                                                                        | Józef Kocyan                                                                      | Peter Lesser                                                                      |                                                                                   | Polen Norwegen Jugoslawien Sozialistische Föderative Republik Deutschland Demokratische Republik 1949 Tschechoslowakei Osterreich |
|                       |        | Gesamtwertung                        | Jiří Raška                                                                        | Peter Lesser                                                                      | Peter Eržen                                                                       | Tschechoslowakei I                                                                | Polen Norwegen Jugoslawien Sozialistische Föderative Republik Deutschland Demokratische Republik 1949 Tschechoslowakei Osterreich |
| 17. Januar            | 1968   | Štrbské Pleso K70                    | Wladimir Beloussow                                                                | Jiří Raška                                                                        | Anatoli Scheglanow                                                                |                                                                                   | 1 |
| 19. Januar            | 1968   | Štrbské Pleso K90                    | Jiří Raška                                                                        | Anatoli Scheglanow                                                                | Zbyněk Hubač                                                                      |                                                                                   | 1 |
| 21. Januar            | 1968   | Banska Bystrica, Srnková             | Wladimir Beloussow                                                                | Jiří Raška                                                                        | Alexander Iwannikow                                                               |                                                                                   | 1 |
|                       |        | Gesamtwertung                        | Jiří Raška                                                                        | Wladimir Beloussow                                                                | Anatoli Scheglanow                                                                | Tschechoslowakei I                                                                | 1 |
| 24. Januar            | 1969 2 | Szczyrk                              | Józef Przybyła                                                                    | Anatoli Scheglanow                                                                | Horst Queck                                                                       |                                                                                   | 65 aus 3 |
| 26. Januar            | 1969 2 | Malinka Wisła                        | Gari Napalkow                                                                     | Józef Przybyła                                                                    | Tadeusz Pawlusiak                                                                 |                                                                                   | 65 aus 3 |
| 28. Januar            | 1969 2 | Wielka Krokiew Zakopane              | Tadeusz Pawlusiak                                                                 | Józef Przybyła                                                                    | Horst Queck                                                                       |                                                                                   | 65 aus 3 |
|                       |        | Gesamtwertung                        | Józef Przybyła                                                                    | Gari Napalkow                                                                     | Tadeusz Pawlusiak                                                                 | Polen I                                                                           | 65 aus 3 |
| 21. Januar            | 1970   | Aschbergschanze Klingenthal          | Horst Queck                                                                       | Rainer Schmidt                                                                    | Heinz Schmidt                                                                     |                                                                                   | Polen Sowjetunion Tschechoslowakei Deutschland Demokratische Republik 1949                                                        |
| 23. Januar            | 1970   | Inselbergschanze Brotterode          | Horst Queck                                                                       | Rainer Schmidt                                                                    | Heinz Schmidt                                                                     |                                                                                   | Polen Sowjetunion Tschechoslowakei Deutschland Demokratische Republik 1949                                                        |
| 25. Januar            | 1970   | Rennsteigschanze Oberhof             | Horst Queck                                                                       | Gari Napalkow                                                                     | Wladimir Beloussow                                                                |                                                                                   | Polen Sowjetunion Tschechoslowakei Deutschland Demokratische Republik 1949                                                        |
|                       |        | Gesamtwertung                        | Horst Queck                                                                       | Rainer Schmidt                                                                    | Wladimir Beloussow                                                                | Deutsche Demokratische Republik I                                                 | Polen Sowjetunion Tschechoslowakei Deutschland Demokratische Republik 1949                                                        |
| 4. Februar            | 1971   | MS 1970 B Štrbské Pleso              | Karel Kodejška                                                                    | Hans-Georg Aschenbach                                                             | Zbyněk Hubač                                                                      |                                                                                   | Polen Sowjetunion Tschechoslowakei Deutschland Demokratische Republik 1949                                                        |
| 6. Februar            | 1971   | MS 1970 A Štrbské Pleso              | Zbyněk Hubač                                                                      | Rudolf Höhnl                                                                      | Michail Weretennikow                                                              |                                                                                   | Polen Sowjetunion Tschechoslowakei Deutschland Demokratische Republik 1949                                                        |
| 7. Februar            | 1971   | MS 1970 A Štrbské Pleso              | Rudolf Höhnl                                                                      | Karel Kodejška                                                                    | Michail Weretennikow                                                              |                                                                                   | Polen Sowjetunion Tschechoslowakei Deutschland Demokratische Republik 1949                                                        |
|                       |        | Gesamtwertung                        | Rudolf Höhnl                                                                      | Karel Kodejška                                                                    | Zbyněk Hubač                                                                      | Tschechoslowakei I                                                                | Polen Sowjetunion Tschechoslowakei Deutschland Demokratische Republik 1949                                                        |
| 17. März              | 1972   | Wielka Krokiew Zakopane              | wegen Schneemangel nicht ausgetragen 4                                            | wegen Schneemangel nicht ausgetragen 4                                            | wegen Schneemangel nicht ausgetragen 4                                            | wegen Schneemangel nicht ausgetragen 4                                            | wegen Schneemangel nicht ausgetragen 4                                                                                            |
| 18. März              | 1972   | Wielka Krokiew Zakopane              | wegen Schneemangel nicht ausgetragen 4                                            | wegen Schneemangel nicht ausgetragen 4                                            | wegen Schneemangel nicht ausgetragen 4                                            | wegen Schneemangel nicht ausgetragen 4                                            | wegen Schneemangel nicht ausgetragen 4                                                                                            |
| 10.–14. Januar        | 1973   | Szczyrk                              | wegen Schneemangel nicht ausgetragen                                              | wegen Schneemangel nicht ausgetragen                                              | wegen Schneemangel nicht ausgetragen                                              | wegen Schneemangel nicht ausgetragen                                              | wegen Schneemangel nicht ausgetragen                                                                                              |
| 10.–14. Januar        | 1973   | Malinka Wisła                        | wegen Schneemangel nicht ausgetragen                                              | wegen Schneemangel nicht ausgetragen                                              | wegen Schneemangel nicht ausgetragen                                              | wegen Schneemangel nicht ausgetragen                                              | wegen Schneemangel nicht ausgetragen                                                                                              |
| 10.–14. Januar        | 1973   | Wielka Krokiew Zakopane              | wegen Schneemangel nicht ausgetragen                                              | wegen Schneemangel nicht ausgetragen                                              | wegen Schneemangel nicht ausgetragen                                              | wegen Schneemangel nicht ausgetragen                                              | wegen Schneemangel nicht ausgetragen                                                                                              |
| 16. Januar            | 1974   | Marktiegelschanze Lauscha            | Hans-Georg Aschenbach                                                             | Rainer Schmidt                                                                    | Bernd Eckstein                                                                    |                                                                                   | Polen Deutschland Demokratische Republik 1949 Tschechoslowakei Sowjetunion                                                        |
| 18. Januar            | 1974   | Vessertalschanze Schmiedefeld        | Hans-Georg Aschenbach                                                             | Dietrich Kampf                                                                    | Jürgen Eckstein                                                                   |                                                                                   | Polen Deutschland Demokratische Republik 1949 Tschechoslowakei Sowjetunion                                                        |
| 19. Januar            | 1974   | Rennsteigschanze Oberhof             | wegen dichten Nebels und Föhneinbruch ausgefallen                                 | wegen dichten Nebels und Föhneinbruch ausgefallen                                 | wegen dichten Nebels und Föhneinbruch ausgefallen                                 |                                                                                   | Polen Deutschland Demokratische Republik 1949 Tschechoslowakei Sowjetunion                                                        |
|                       |        | Gesamtwertung                        | Hans-Georg Aschenbach                                                             | Rainer Schmidt                                                                    | Henry Glaß                                                                        | Deutsche Demokratische Republik I                                                 | Polen Deutschland Demokratische Republik 1949 Tschechoslowakei Sowjetunion                                                        |
| 16. Januar            | 1975   | Spindleruv Mlyn, Svatý Petr          | Hans-Georg Aschenbach                                                             | Karel Kodejška                                                                    | Dietrich Kampf                                                                    |                                                                                   | 95 aus |
| 18. Januar            | 1975   | Ještěd Liberec                       | Rudolf Höhnl                                                                      | Gari Napalkow                                                                     | Karel Kodejška                                                                    |                                                                                   | 95 aus |
| 19. Januar            | 1975   | Plavy                                | Adam Krzysztofiak                                                                 | Rudolf Höhnl                                                                      | Hans-Georg Aschenbach                                                             |                                                                                   | 95 aus |
|                       |        | Gesamtwertung                        | Hans-Georg Aschenbach                                                             | Rudolf Höhnl                                                                      | Gari Napalkow                                                                     | Deutsche Demokratische Republik I                                                 | 95 aus |
| 16. Januar            | 1976   | Średnia Krokiew Zakopane             | Heinz Wosipiwo                                                                    | Stanislaw Bobak                                                                   | Jürgen Eckstein                                                                   |                                                                                   | 33 aus |
| 18. Januar            | 1976   | Wielka Krokiew Zakopane              | Falko Weißpflog                                                                   | Heinz Wosipiwo                                                                    | Ladislav Jirasko                                                                  |                                                                                   | 33 aus |
|                       |        | Gesamtwertung                        | Heinz Wosipiwo                                                                    | Stanisław Pawlusiak                                                               | Janusz Waluś                                                                      | Deutsche Demokratische Republik I                                                 | 33 aus |
| 19. Januar            | 1977   | Vessertalschanze Schmiedefeld        | Harald Duschek                                                                    | Leoš Škoda                                                                        | Henry Glaß                                                                        |                                                                                   | 95 aus |
| 21. Januar            | 1977   | Marktiegelschanze Lauscha            | Martin Weber                                                                      | Jan Tanczos                                                                       | Leoš Škoda                                                                        |                                                                                   | 95 aus |
| 23. Januar            | 1977   | Rennsteigschanze Oberhof             | Harald Duschek                                                                    | Stanislaw Bobak                                                                   | Henry Glaß                                                                        |                                                                                   | 95 aus |
|                       |        | Gesamtwertung                        | Harald Duschek                                                                    | Leoš Škoda                                                                        | Stanislaw Bobak Henry Glaß                                                        | Deutsche Demokratische Republik I                                                 | 95 aus |
| 21. Januar            | 1978   | Ještěd Liberec                       | František Novák                                                                   | Juri Kalinin                                                                      | Holger Greiner-Petter                                                             |                                                                                   | Polen Deutschland Demokratische Republik 1949 Tschechoslowakei Sowjetunion                                                        |
| 22. Januar            | 1978   | Ještěd Liberec                       | Axel Zitzmann                                                                     | František Novák                                                                   | Josef Hýsek                                                                       |                                                                                   | Polen Deutschland Demokratische Republik 1949 Tschechoslowakei Sowjetunion                                                        |
|                       |        | Gesamtwertung                        | Axel Zitzmann                                                                     | František Novák                                                                   | Klaus Ostwald                                                                     | Deutsche Demokratische Republik I                                                 | Polen Deutschland Demokratische Republik 1949 Tschechoslowakei Sowjetunion                                                        |
| 10. Februar           | 1979   | Szczyrk                              | Axel Zitzmann                                                                     | Mathias Buse                                                                      | Andrzej Zarycki                                                                   |                                                                                   | Polen Deutschland Demokratische Republik 1949 Tschechoslowakei Sowjetunion                                                        |
| 11. Februar           | 1979   | Malinka Wisła                        | Axel Zitzmann                                                                     | Mathias Buse                                                                      | Andreas Hille                                                                     |                                                                                   | Polen Deutschland Demokratische Republik 1949 Tschechoslowakei Sowjetunion                                                        |
|                       |        | Gesamtwertung                        | Axel Zitzmann                                                                     | Mathias Buse                                                                      | Andreas Hille                                                                     | Deutsche Demokratische Republik I                                                 | Polen Deutschland Demokratische Republik 1949 Tschechoslowakei Sowjetunion                                                        |
| 13.–16. Dezember 1979 | 1980   | Aschbergschanze Klingenthal          | wegen Schneemangel nicht ausgetragen                                              | wegen Schneemangel nicht ausgetragen                                              | wegen Schneemangel nicht ausgetragen                                              | wegen Schneemangel nicht ausgetragen                                              | wegen Schneemangel nicht ausgetragen                                                                                              |
| 13.–16. Dezember 1979 | 1980   | Fichtelbergschanze Oberwiesenthal    | wegen Schneemangel nicht ausgetragen                                              | wegen Schneemangel nicht ausgetragen                                              | wegen Schneemangel nicht ausgetragen                                              | wegen Schneemangel nicht ausgetragen                                              | wegen Schneemangel nicht ausgetragen                                                                                              |
| 13. Dezember 1980     | 1981   | Čerťák Harrachov                     | Manfred Deckert                                                                   | Mathias Buse                                                                      | Leoš Škoda                                                                        |                                                                                   | 62 aus |
| 14. Dezember 1980     | 1981   | Čerťák Harrachov                     | Manfred Deckert                                                                   | Axel Zitzmann                                                                     | Leoš Škoda                                                                        |                                                                                   | 62 aus |
|                       |        | Gesamtwertung                        | Manfred Deckert                                                                   | Axel Zitzmann                                                                     | Leoš Škoda                                                                        | Deutsche Demokratische Republik I                                                 | 62 aus |
| Dezember 1981         | 1982   | Polen                                | wegen Verhängung des Kriegsrechts am 13. Dezember 1981 in Polen nicht ausgetragen | wegen Verhängung des Kriegsrechts am 13. Dezember 1981 in Polen nicht ausgetragen | wegen Verhängung des Kriegsrechts am 13. Dezember 1981 in Polen nicht ausgetragen | wegen Verhängung des Kriegsrechts am 13. Dezember 1981 in Polen nicht ausgetragen | wegen Verhängung des Kriegsrechts am 13. Dezember 1981 in Polen nicht ausgetragen                                                 |
| 16.–19. Dezember 1982 | 1983   | Marktiegelschanze Lauscha            | wegen Schneemangel nicht ausgetragen                                              | wegen Schneemangel nicht ausgetragen                                              | wegen Schneemangel nicht ausgetragen                                              | wegen Schneemangel nicht ausgetragen                                              | wegen Schneemangel nicht ausgetragen                                                                                              |
| 16.–19. Dezember 1982 | 1983   | Inselbergschanze Brotterode          | wegen Schneemangel nicht ausgetragen                                              | wegen Schneemangel nicht ausgetragen                                              | wegen Schneemangel nicht ausgetragen                                              | wegen Schneemangel nicht ausgetragen                                              | wegen Schneemangel nicht ausgetragen                                                                                              |
| 16.–19. Dezember 1982 | 1983   | Rennsteigschanze Oberhof             | wegen Schneemangel nicht ausgetragen                                              | wegen Schneemangel nicht ausgetragen                                              | wegen Schneemangel nicht ausgetragen                                              | wegen Schneemangel nicht ausgetragen                                              | wegen Schneemangel nicht ausgetragen                                                                                              |
| 17. Dezember 1983     | 1984   | Čerťák K70 Harrachov                 | Klaus Ostwald                                                                     | Jens Weißflog                                                                     | Mathias Buse                                                                      |                                                                                   | |
| 18. Dezember 1983     | 1984   | Čerťák K90 Harrachov                 | Klaus Ostwald                                                                     | Vladimír Podzimek                                                                 | Jens Weißflog                                                                     |                                                                                   | |
|                       |        | Gesamtwertung                        | Klaus Ostwald                                                                     | Jens Weißflog                                                                     | Vladimír Podzimek                                                                 | Deutsche Demokratische Republik I                                                 | |